# Jazz Lab (Jubilee Records)
Jazz Lab è un album di Gigi Gryce e Donald Byrd, pubblicato dalla Jubilee Records nel 1958. Il disco fu registrato il 9 agosto 1957 a New York.

## Tracce
Lato A
1. Blue Lights – 4:00 (Gigi Gryce)
2. Onion Head – 4:44 (Donald Byrd)
3. Isn't It Romantic – 4:51 (Richard Rodgers, Lorenz Hart)
4. Bat Land – 7:05 (Gigi Gryce, Lee Sears)

Lato B
1. Bangoon – 4:57 (Hank Jones)
2. Imagination – 5:40 (Jimmy Van Heusen, Johnny Burke)
3. Xtacy – 8:32 (Donald Byrd)

## Musicisti
- Gigi Gryce - sassofono alto
- Donald Byrd - tromba
- Hank Jones - pianoforte
- Paul Chambers - contrabbasso
- Art Taylor - batteria[3]